# Dawn Mabalon
Dawn Bohulano Mabalon (17. srpna 1972, Stockton, Kalifornie – 10. srpna 2018, Havaj) byla americká akademická pracovnice, která se specializovala na historii filipínských Američanů. Narodila se ve Stocktonu. Doktorát získala na Stanfordově univerzitě. Později přednášela na San Francisco State University. Mabalon byla spoluzakladatelkou nadace The Little Manila Foundation, jenž usilovala o zachování oblasti Little Manila ve Stocktonu. V průběhu svého života se specializovala na historii filipínských Američanů, později především na jejich historii v oblasti Central California.